# ويلهلم كلينغينبيرغ
ويلهلم كلينغينبيرغ (بالألمانية: Wilhelm Klingenberg)‏ هو كاتب ورياضياتي وأستاذ جامعي ألماني، ولد في 28 يناير 1924 في روستوك في ألمانيا، وتوفي في 14 أكتوبر 2010 في Röttgen ‏ في ألمانيا.